# Filip Burgundský (1323–1346)
Filip Burgundský (francouzsky Philippe de Bourgogne řečený Philippe Monsieur, 10. listopadu 1323 – 10. srpna 1346) byl hrabě z Auvergne a Boulogne.

## Život
Narodil se jako jediný přeživší syn burgundského vévody Oda IV. a Johany, dcery francouzského krále Filipa V. Roku 1338 se oženil se svou vrstevnicí Janou, jedinou dědičkou hraběte Viléma z Auvergne a Boulogne. O dva roky později společně s otcem bránil Saint-Omer před Robertem z Artois. Zúčastnil se obrany proti anglické invazi, což se mu stalo osudným. Během bitvy u Aiguillonu v srpnu 1346 při zdolávání příkopu nešťastně spadl z koně a zemřel. Byl pohřben v cisterciáckém klášteře Fontenay. Syn Filip se narodil jako pohrobek.